# Parapristipomoides squamimaxillaris
Parapristipomoides squamimaxillaris és una espècie de peix de la família dels lutjànids i de l'ordre dels perciformes.

## Morfologia
- Els mascles poden assolir 40 cm de longitud total.[4][5]

## Hàbitat
És un peix marí de clima subtropical i associat als esculls de corall que viu entre m de fondària.

## Distribució geogràfica
Es troba a Nova Caledònia, Tonga i l'Illa de Pasqua.

## Ús comercial
Es comercialitza fresc.